# Camelina sativa
La Camelina sativa, o simplement camelina és una planta de la família de la col (Brassicaceae). És originària del nord d'Europa i l'Àsia central i també es troba silvestre als Països Catalans. Probablement s'ha anat dispersant com una mala herba en el conreu del lli.

## Cultiu i usos
Com que la planta té unes llavors amb un alt contingut en oli, que és comestible, antigament (hi ha evidències del seu conreu des de fa com a mínim 3.000 anys) es feia servir com a combustible en les llànties per a la il·luminació i com a aliment pels animals. Actualment es proposa el conreu d'aquesta planta com a cultiu energètic (biodiesel)i especialment com a combustible pels avions. Per raons econòmiques aquest conreu es fa aprofitant el període del guaret en els cultius de cereals.
La Camelina es conrea, per exemple, als Estats Units i el Canadà, necessita poca aigua o nitrogen per a prosperar i pot créixer en terres marginals i no competeix amb els conreus alimentaris. Es pot fer dins una rotació de conreus amb els cereals com el blat i així el sòl elimina toxines, ja que la Camelina pertany a una família botànica diferent (amb una activitat sobre el sòl diferenciada) de la del cereals
L'oli té alt contingut, més del 45%, en omega-3 i antioxidants.

## Com a espècie invasora
La subespècie C. sativa subsp. linicola es considera una mala herba dels camps de lli. De fet les llavors de camelina s'han anat adaptant elles mateixes al llarg de centenars d'anys a la mida de les llavors del lli perquè no puguin ser separades mitjançant el garbellat, això és un cas de mimetisme vavilovià.